# Dart
Dart je rijeka u grofoviji Devon, Engleska. Izvire visoko na Dartmooru, te se ulijeva u more kod grada Dartmoutha. Dolina Darta i okolica je mjesto velike prirodne ljepote.
Rijeka nastaje iz dvije odvojena toka (Istočni Dart i Zapadni Dart), koji se sastaju na Dartmeetu. Staze duž ove rijeke nude vrlo atraktivne šetnice, a tu je i nekoliko manjih slapova. 
Nakon što je napustio tresetište, Dart teče prema jugu kroz gradove Buckfastleigh, Dartington i Totnes. 
Na obalama rijeke se nalazi Greenway Estate nekadašnji dom Agathe Christie koji pruža zadivljujući pogleda preko rijeke, a kuća i vrtovi su sada u vlasništvu Nacionalne zaklade i otvoreni su za javnost.
Ušće Darta je veliki rijas i popularno mjesto za jedrenje. Selo Kingswear i grad Dartmouth su na istočnoj i zapadoj strani ušća, te su povezani trajektnim vezama.

## Vanjske poveznice
|  | Zajednički poslužitelj ima još gradiva o temi Dart |

- Devon Wildlife Trust's Dart Catchment Project (na engleskom)